# 케이프 커내버럴

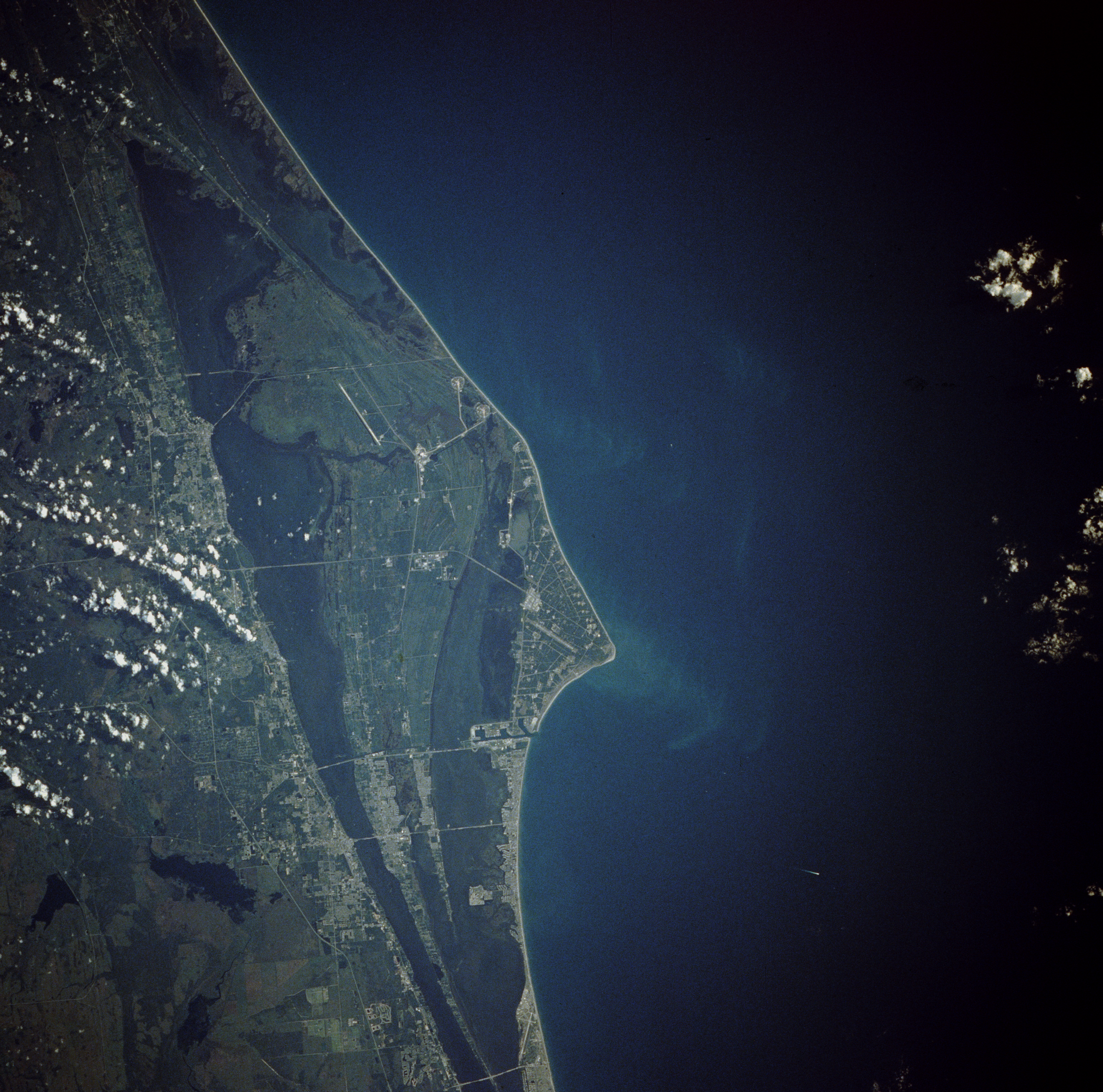
우주에서 바라본 케이프커내버럴

케이프커내버럴(영어: Cape Canaveral, 스페인어: Cabo Cañaveral, 커내버럴 곶)은 미국 플로리다주 동쪽 브러바드군 대서양 연안의 곶이다. 케네디 우주센터와 케이프커내버럴 공군 기지가 자리하고 있다. 미국의 대부분의 우주선이 이 두 곳에서 발사된다.

## 역사
1963년에서 1973년까지 이 곳은 "케이프케네디"(Cape Kennedy)로 불리기도 했다. 존 F. 케네디 대통령이 암살된 후, 미망인인 재클린 케네디가 린든 존슨 대통령에게 케이프커내버럴의 우주 기지에 케네디의 이름을 붙여줄 것을 요청했다. 린든 대통령은 이 요청을 받고 기지의 이름이 아닌 전체 지명을 케이프케네디로 바꾸도록 했다. 그러나 새 이름은 플로리다에서는 널리 쓰이지 않았다. 1973년 플로리다 주의회는 지난 400년 동안 쓰였던 옛 이름으로 지명을 되돌리는 법안을 통과시켰다. 케네디 가도 이 결정을 이해한다는 내용의 편지를 보냈다.
케이프커내버럴에서 발사된 첫 로켓은 1950년 7월 24일 3번 발사대에서 발사한 범퍼 8 로켓이다. 미국의 모든 유인 우주 비행은 케이프커내버럴에서 발사되었다.

## 같이 보기
- 존 F. 케네디 우주 센터
- 케이프커내버럴 공군 기지